# The Runaways: Prawdziwa historia
The Runaways: Prawdziwa Historia – amerykański film biograficzny z 2010 w reżyserii Florii Sigismondi, który oparty został na historii żeńskiego zespołu rockowego The Runaways.
Film opiera się głównie na autobiografii wokalistki grupy, Cherie Currie (Neon Angel: A Memoir of a Runaway) z 1989 roku. Książka opisuje dzieciństwo piosenkarki, jej przemianę z „grzecznej dziewczynki” w rock and rollową gwiazdę, uzależnienie od alkoholu i kokainy oraz „powrót na prostą”. Film ukazuje tylko tę część historii zespołu, w której należy do niego Currie.

## Obsada
- Dakota Fanning – Cherie Currie
- Kristen Stewart – Joan Jett
- Stella Maeve – Sandy West
- Scout Taylor-Compton – Lita Ford
- Michael Shannon – Kim Fowley
- Alia Shawkat – Robin Robins (postać odnosi się do basistki Jackie Fox)

## Muzyka w filmie
Muzyka punkowa i glam rockowa wykorzystana w filmie pochodzi z lat 70., czyli okresu, w którym grał zespół The Runaways, utwory tego zespołu (także w wykonaniu aktorek Kristen Stewart i Dakoty Fanning) oraz hity solowe Joan Jett z początku lat 80.
1. „Roxy Roller” – Nick Gilder
2. „The Wild One” – Suzi Quatro
3. „It’s a Man’s Man’s Man’s World” – MC5
4. „Rebel Rebel” – David Bowie
5. Cherry Bomb – Dakota Fanning (cover The Runaways)
6. Hollywood – The Runaways
7. California Paradise – Dakota Fanning	(cover The Runaways)
8. „You Drive Me Wild” – The Runaways
9. Queens Of Noise – Dakota Fanning & Kristen Stewart (cover The Runaways)
10. „Dead End Justice” – Kristen Stewart & Dakota Fanning	 (cover The Runaways)
11. „I Wanna Be Your Dog” – The Stooges
12. „I Wanna Be Where The Boys Are” – The Runaways
13. „Pretty Vacant” – Sex Pistols
14. I Love Playin' With Fire – Kristen Stewart (cover The Runaways/Joan Jett & the Blackhearts
15. I Love Rock ’n’ Roll - Joan Jett & the Blackhearts
16. Crimson And Clover - Joan Jett & the Blackhearts